# Jardinagem de guerrilha

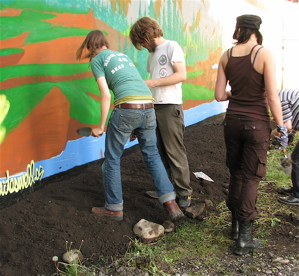
"Jardineiros de guerrilha" plantando vegetais no centro de Calgary

Jardinagem de guerrilha ou  guerrilla gardening  é um movimento de ativismo politico que consiste em plantar em terreno do qual os jardineiros não têm direito legal para utilização, frequentemente em locais abandonados ou em áreas sem o devido cuidado de qualquer pessoa. O movimento abrange um leque muito diversificado de pessoas e motivações, do cultivador entusiasmado que ultrapassa seus limites legais ao jardineiro altamente político que visa provocar mudanças através de ação direta. A terra ajardinada pelos "jardineiros-guerrilheiros" é normalmente abandonada ou negligenciada por seu dono legal. Esta terra é usada pelos ativistas para cultivar plantas, que são frequentemente culturas alimentares ou plantas destinadas a embelezar uma área. Esta prática tem implicações para os direitos à terra e a reforma agrária; essa atitude tenta promover uma reconsideração da propriedade da terra, a fim de recuperá-la de negligência ou mau uso e atribuir-lhe um novo propósito. 
Alguns jardineiros de guerrilha realizam suas ações à noite, em relativo segredo, para semear plantas e flores ou recuperar áreas com espécies nativas em um esforço para tornar a área utilizável ou mais atrativa. Já outros cultivam a terra durante o dia, sem a preocupação de serem vistos pela comunidade. Isso tem se tornado uma forma de ativismo pró-ativo.

## História
O primeiro registro do uso do termo "jardinagem de guerrilha" foi por Liz Christy e seu grupo Green Guerrilla em 1973 no Bowery Houston, uma área de Nova York.  Eles transformaram um lote privado abandonado em um jardim. O espaço ainda é cuidado por voluntários, mas agora goza da proteção do departamento de parques da cidade. Dois célebres jardineiros de guerrilha, ativos antes da cunhagem do termo, foram Gerrard Winstanley, dos Diggers em Surrey, Inglaterra (1649), e John "Appleseed" Chapman em Ohio, Estados Unidos (1801).
Jardinagem de guerrilha acontece em muitas partes do mundo - mais de trinta países estão documentados  e as provas podem ser encontradas on-line em vários grupos de redes sociais e nas páginas da Comunidade de GuerrillaGardening.org.
O termo jardinagem de guerrilha é aplicado por alguns bastante livremente para descrever as diferentes formas de jardinagem radical. Isto inclui jardinagem como um gesto inteiramente político ao invés de um com apenas ambição de horticultura genuína, tal como o protesto May Day de 2000 em Londres, quando não era esperado que jardim algum enraizasse em longo prazo.

## Exemplos

### Parque do Povo
O Parque do Povo em Berkeley (Califórnia) é hoje um parque público de fato que foi construído a partir de um movimento de jardinagem de guerrilha comunitário durante os anos 1960 em terreno de propriedade da Universidade da Califórnia. A universidade adquiriu o terreno através de desapropriação, e as casas existentes foram demolidas, mas a universidade não angariou fundos para reconstruir a área, e a terra foi deixada em um estado decrépito. Eventualmente, as pessoas começaram a converter a terra em um parque. Isso levou a um embate envolvendo membros da comunidade, a universidade, a polícia, o governador Ronald Reagan, e a guarda nacional, o que causou protestos e uma represália sangrenta deixando uma pessoa morta e centenas gravemente feridas. Partes do parque foram destruídas e reconstruídas ao longo do tempo, até que se estabeleceu em uma parte permanente da cidade.

### 1º de maio de 2000
Em 1º de maio de 2000, o movimento anárquico Reclaim the Streets organizou uma ação em massa de jardinagem de guerrilha no Parliament Square, Londres. Depois de um cortejo carnavalesco com uma banda de samba e um passeio de bicicleta da Massa Crítica pelo Hyde Park, milhares de jardineiros-guerrilheiros ocuparam o largo e plantaram vegetais e flores. Um mastro foi erguido, em torno do qual muitos dos jardineiros dançaram. Bandeiras penduradas no largo diziam "Resistência é Fértil" (um trocadilho com fútil), "Deixe Londres Brotar", and "A Terra é um Tesouro Comum a Todos ", sendo este último uma citação de Gerrard Winstanley, um escavador do século XVII. Um terminal público de acesso da Indymedia foi instalado na nova horta urbana, e à estátua de Winston Churchill foi dado um moicano de relva verde.  O autor do crime (um ex-soldado britânico) foi multado pelo vandalism à estátua de Churchill. A imagem de Churchill com um moicano verde foi posteriormente usada por grafiteiro Banksy como uma obra de arte.

### 1º de Maio: Dia Internacional da Jardinagem de Guerrilha de Girassóis
1º de maio é o dia quando jardineiros-guerrilheiros em todo o mundo plantam girassóis em suas vizinhanças, tipicamente em espaços públicos negligenciados como buracos de árvores arrancadas, canteiros em mau estado e beiras de estradas. Isso tem ocorrido desde 2007, e foi concebido por jardineiros de guerrilha em Bruxelas, Bélgica. Este ato tem sido defendido pelos jardineiros de guerrilha em todo o mundo, nomeadamente através do site GuerrillaGardening.org e participações têm aumentado a cada ano desde então. Em 2010, mais de 5000 pessoas inscreveram-se para o evento na América do Norte, Europa e Ásia. Apesar de a colheita de girasol estar limitada a partes relativamente temperadas do Hemisfério Norte nesta época do ano, este dia também é marcado em outras partes do mundo através da plantação adequada para a temporada.

### GuerrillaGardening.org
O site GuerrillaGardening.org foi criado em outubro de 2004 por Richard Reynolds como um blog para sua jardinagem de guerrilha solo ao redor de Perronet House, um bairro residencial negligenciado no distrito de Elephant and Castle em Londres. Hoje, GuerrillaGardening.org ainda é seu blog mas também inclui dicas, links e uma comunidade próspera onde jardineiros de guerrilha de todo o mundo podem encontrar locais de apoio.

## Riscos de intoxicação
Existem alguns riscos de saúde ao se cultivar plantas comestíveis perto de depósitos de resíduos tóxicos e estradas com tráfego intenso devido ao escoamento de produto químico que é absorvido pelas raízes. Plantas tóxicas tendem a crescer em terra tóxica. Certos tipos de plantas absorvem toxinas a partir do solo sem morrer e podem, assim, ser usadas como um mecanismo para reduzir a poluição química do solo. Jardinagem de guerrilha poderia ser usada como uma forma de agir independente para limpar uma comunidade, mas se alimentar de plantas que absorvem toxinas irá depositar essas toxinas no corpo humano. Deve-se tomar cuidado para não comer plantas que crescem em áreas de contaminação química ou poluição da água.